# Зизифора
Зизифо́ра (лат. Zizíphora) — род растений семейства Яснотковые (Lamiaceae), распространённых от Европы до Центральной Азии.
Почти все виды сильно ароматичные и содержат значительные количества эфирных масел, используемых в парфюмерии.

## Ботаническое описание
Представители рода многолетние полукустарники или однолетние травы с деревянистым, толстым корневищем.
Стебли высотой 8—40 см покрыты короткими волосками.
Листья яйцевидные, цельнокрайные или едва зубчатые, слегка волосистые.
Цветки мелкие, розовато-лиловые, в немногочисленных ложных мутовках, очень часто скученные в верхней части стебля и ветвей, сидячие или на цветоножках. Чашечка удлинённая, узко трубчатая с 13 жилками, в зеве мохнатая. Венчик небольшой с едва выдающейся расширенной кверху трубкой без кольца волосков.
Цветёт с конца июня по конец августа.

## Распространение и экология
Представители рода произрастают в Средиземноморье, Европе, Передней и Средней Азии.
Встречается на лугах, щебнистых и каменистых склонах, скалистых берегах рек главным образом в субальпийской зоне региона.

## Значение и применение
Листья и соцветия растения содержат эфирное масло, в состав которого входят пулегон, ментол, спирты, обнаружены также фитонциды.
Установлено, что зизифоровое масло обладает болеутоляющим действием. Отвар из надземной части растения используется для компрессов и ароматических ванн.

В народной медицине Сибири водный настой травы применяют как успокоительное сердечное средство, а также при золотухе и простуде. Наружно — при ревматизме и зубной боли.

## Классификация

### Таксономия
Род Зизифора входит в подсемейство Котовниковые (Nepetoideae) семейства Яснотковые (Lamiaceae) порядка Ясноткоцветные (Lamiales).
|  |                                      |  |                                                             |                                                             |                      |  | ещё 14 семейств (согласно Системе APG II) | ещё 14 семейств (согласно Системе APG II) |                           |  |                |  | ещё более 80 родов | ещё более 80 родов |  |
|  |                                      |  |                                                             |                                                             |                      |  | ещё 14 семейств (согласно Системе APG II) | ещё 14 семейств (согласно Системе APG II) |                           |  |                |  | ещё более 80 родов | ещё более 80 родов |  |
|  |                                      |  |                                                             | порядок Ясноткоцветные                                      |                      |  |                                           |                                           | подсемейство Котовниковые |  |                |  |                    |                    |  |
|  |                                      |  |                                                             | порядок Ясноткоцветные                                      |                      |  |                                           |                                           | подсемейство Котовниковые |  | около 17 видов |  |                    |                    |  |
|  | отдел Цветковые, или Покрытосеменные |  |                                                             |                                                             | семейство Яснотковые |  |                                           |                                           | род Зизифора              |  |                |  |                    |                    |  |
|  | отдел Цветковые, или Покрытосеменные |  |                                                             |                                                             |                      |  |                                           |                                           |                           |  |                |  |                    |                    |  |
|  |                                      |  | ещё 44 порядка цветковых растений (согласно Системе APG II) | ещё 44 порядка цветковых растений (согласно Системе APG II) |                      |  |                                           | еще 7 подсемейств                         | еще 7 подсемейств         |  |                |  |                    |                    |  |
|  |                                      |  |                                                             | ещё 44 порядка цветковых растений (согласно Системе APG II) |                      |  |                                           |                                           | еще 7 подсемейств         |  |                |  |                    |                    |  |

### Виды
По информации базы данных The Plant List, род включает 17 видов:
- Ziziphora aragonensis Pau
- Ziziphora brantii K.Koch
- Ziziphora capitata L. typus[2] — Зизифора головчатая
- Ziziphora clinopodioides Lam. — Зизифора пахучковидная, или Зизифора клиноподиевидная
- Ziziphora galinae Juz.
- Ziziphora hispanica L.
- Ziziphora interrupta Juz.
- Ziziphora pamiroalaica Juz.
- Ziziphora pedicellata Pazij & Vved.
- Ziziphora persica Bunge
- Ziziphora puschkinii Adam
- Ziziphora raddei Juz.
- Ziziphora suffruticosa Pazij & Vved.
- Ziziphora taurica M.Bieb. — Зизифора крымская
- Ziziphora tenuior L. — Зизифора тонкая
- Ziziphora tomentosa Juz.
- Ziziphora woronowii Maleev

В базе данных The Plant List статус видов Зизифора Бунге (Ziziphora bungeana Juz.) и Зизифора жёсткая (Ziziphora rigida (Boiss.) Stapf.) понижен до подвидов вида Зизифора пахучковидная (Ziziphora clinopodioides Lam.).
Вид Зизифора тимьянниковая (Ziziphora serpyllacea M.Bieb.) признан синонимом вида Зизифора пахучковидная (Ziziphora clinopodioides Lam.).